# Bill Wack
Bill Wack CSC, właśc. William Albert Wack (ur. 28 czerwca 1967 w South Bend) – amerykański duchowny katolicki ze zgromadzenia Świętego Krzyża, biskup Pensacola-Tallahassee od 2017.

## Życiorys
W 1990 wstąpił do zgromadzenia Świętego Krzyża, w którym złożył śluby zakonne 28 sierpnia 1993. Święcenia kapłańskie otrzymał 9 kwietnia 1994. Był m.in. dyrektorem ds. powołań, kierownikiem zakonnego domu pomocy ubogim oraz proboszczem zakonnej parafii w Austin.
29 maja 2017 papież Franciszek mianował go ordynariuszem diecezji Pensacola-Tallahassee. Sakry udzielił mu 22 sierpnia 2017 metropolita Miami - arcybiskup Thomas Wenski.